# Steenvoorde

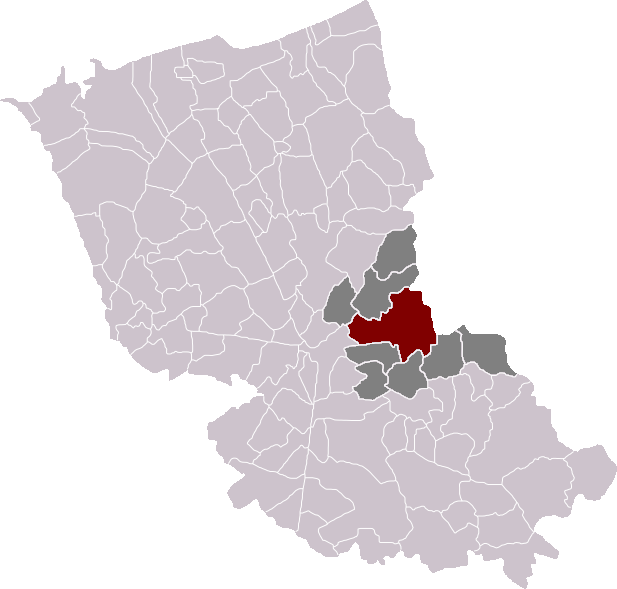
Localització de Steenvoorde

Steenvoorde (neerlandès Steenvoorde, flamenc occidental Stêenvôorde) és un municipi del Flandes francès, situat al departament del Nord i a la regió dels Alts de França. L'any 2006 tenia 3.964 habitants. Limita al nord-oest amb Oudezeele, al nord amb Winnezeele, al nord-est amb Poperinge, a l'oest amb Cassel, al sud-oest amb Terdeghem, al sud amb Eecke i al sud-est amb Godewaersvelde.

## Demografia
| Evolució de la població Cassini i INSEE |       |       |       |       |       |       |       |       |
| 1793                                    | 1800  | 1806  | 1821  | 1831  | 1836  | 1841  | 1846  | 1851  |
| 4 030                                   | 3 474 | 3 620 | 3 629 | 4 022 | 4 023 | 3 863 | 3 982 | 3 966 |

| 1856  | 1861  | 1866  | 1872  | 1876  | 1881  | 1886  | 1891  | 1896  |
| ----- | ----- | ----- | ----- | ----- | ----- | ----- | ----- | ----- |
| 3 930 | 3 993 | 3 988 | 4 002 | 4 018 | 4 219 | 4 368 | 4 410 | 4 476 |

| 1901  | 1906  | 1911  | 1921  | 1926  | 1931  | 1936  | 1946  | 1954  |
| ----- | ----- | ----- | ----- | ----- | ----- | ----- | ----- | ----- |
| 4 270 | 4 229 | 4 121 | 3 924 | 3 742 | 3 632 | 3 681 | 3 629 | 3 578 |

| 1962  | 1968  | 1975  | 1982  | 1990  | 1999  | 2006 | 2011 | 2016 |
| ----- | ----- | ----- | ----- | ----- | ----- | ---- | ---- | ---- |
| 3 663 | 3 761 | 3 879 | 4 021 | 4 010 | 4 024 | -    | -    | -    |

| 2019 | - | - | - | - | - | - | - | - |
| ---- | - | - | - | - | - | - | - | - |
| -    | - | - | - | - | - | - | - | - |

## Nom i història
Steenvoorde és un nom neerlandès que prové de les paraules "steen" (pedra) i "voorde" (gual). Fa doncs referència al fet que aquest era un punt on una via romana que unia Boulogne-sur-Mer, amb l'interior travessava el riu Eibeke, un afluent de l'IJzer mitjançant un gual empedrat. Tanmateix, apareix per primera vegada el 1093.
Steenvoorde fou arrasat per Carles V el 1553.
La ciutat és coneguda el moviment neerlandès d'iconoclàstia (en neerlandès Beeldenstorm) que va esclatar-hi el 10 d'agost del 1566 i expandir-se a totes les disset províncies dels Països Baixos. Aquest moviment se situa en una sèrie de moviments semblants d'oposició a la idolatria i els abusos de l'església catòlica que va començar a Wittenberg (1522) i continuar Zúric (1523), Copenhaguen (1530), Münster (1534), Gènova (1535), Augsburg (1537) i a Escòcia (1559).
El moviment revolucionari de Steenvoorde era d'una certa manera l'inici (però no pas la causa) de la guerra dels vuitanta anys, de la repressió espanyola i finalment de l'escissió de les Disset Províncies en els Països Baixos espanyols i la república de les Set Províncies Unides.

## Monuments
- L'església de Saint-Pierre, 92 m
- El Noordmeulen, (molí del nord), (1576)
- El Drievenmeulen, (Molí de vent) de fusta, (1766)

## Administració
| Període   | Identitat             | Partit                   |
| --------- | --------------------- | ------------------------ |
| 1959-1965 | Jean-Marie Ryckewaert |                          |
| 1965-1999 | Jean-Paul Bataille    | Republicans Independents |
| 1999-     | Jean-Pierre Bataille  | UMP                      |

## Galeria d'imatges

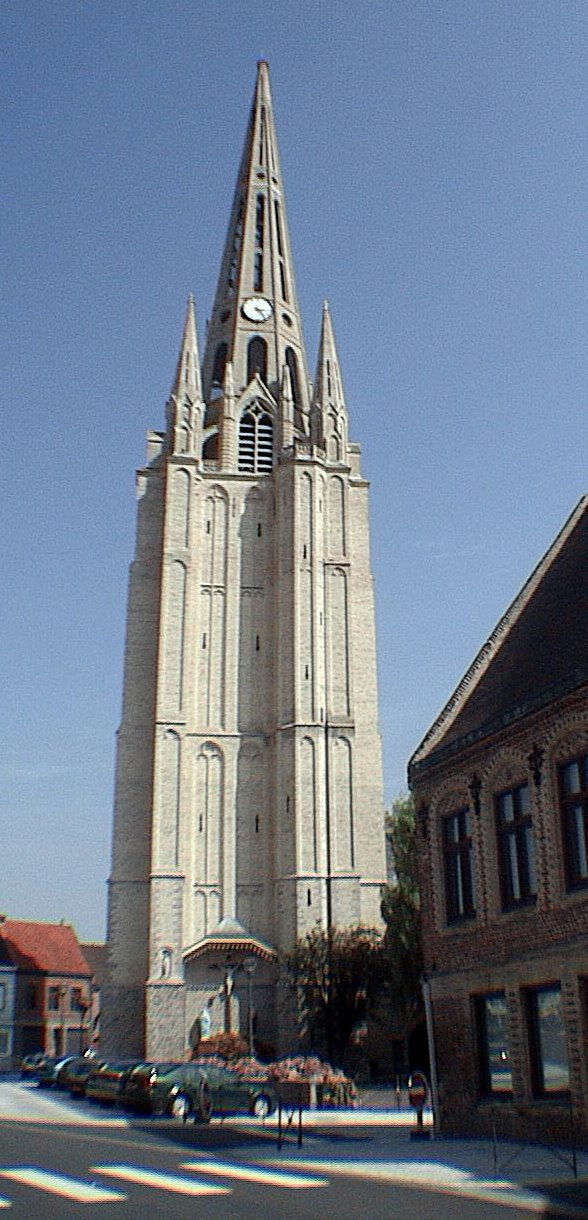
Torre de St Pierre
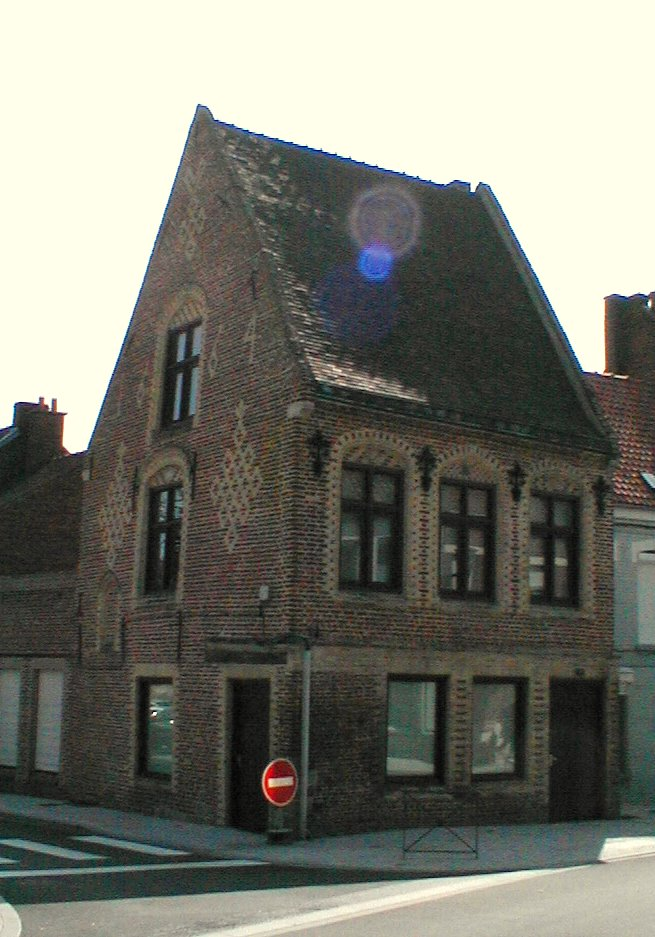
Antic presbiteri
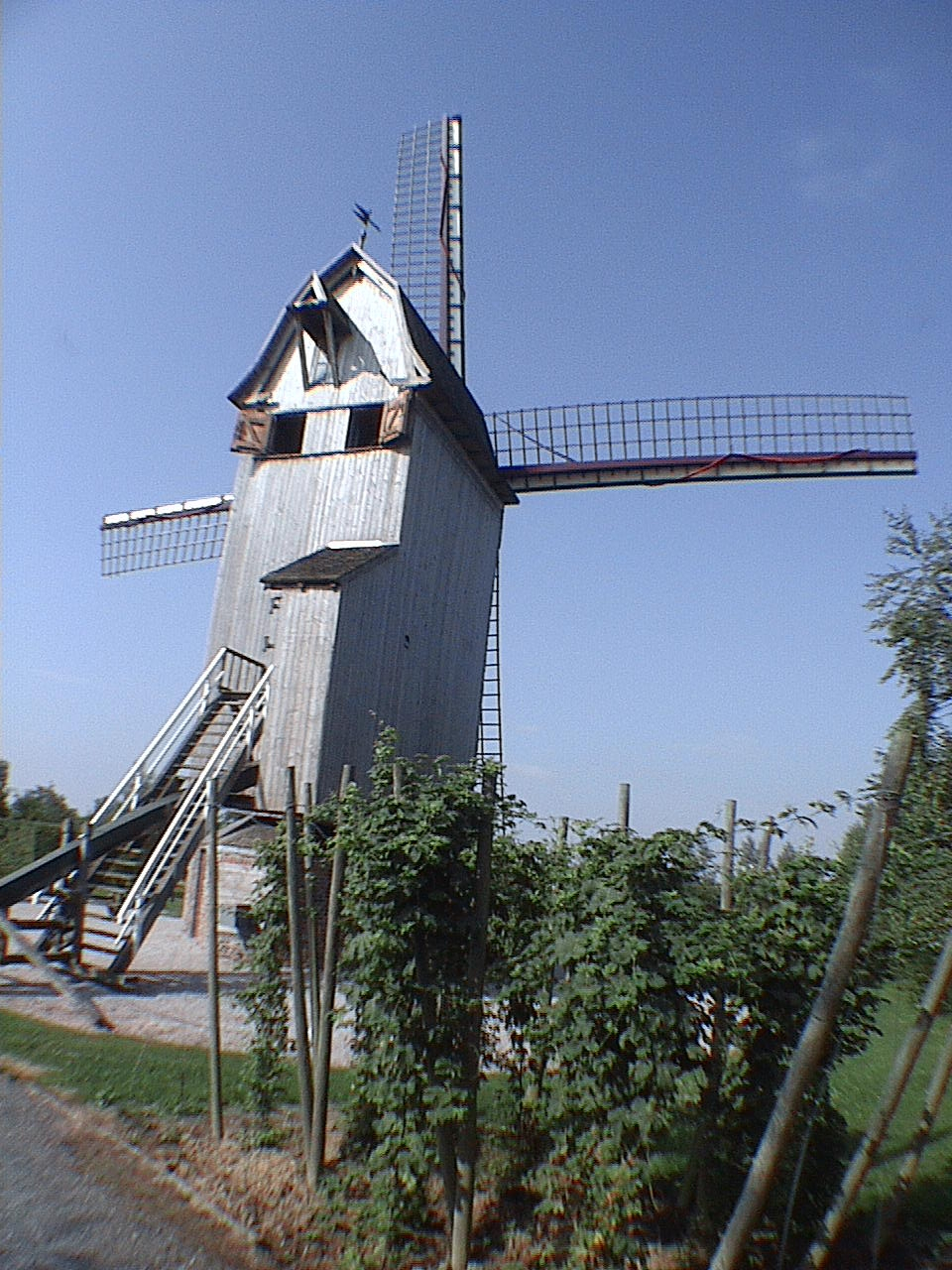
Molí de vent
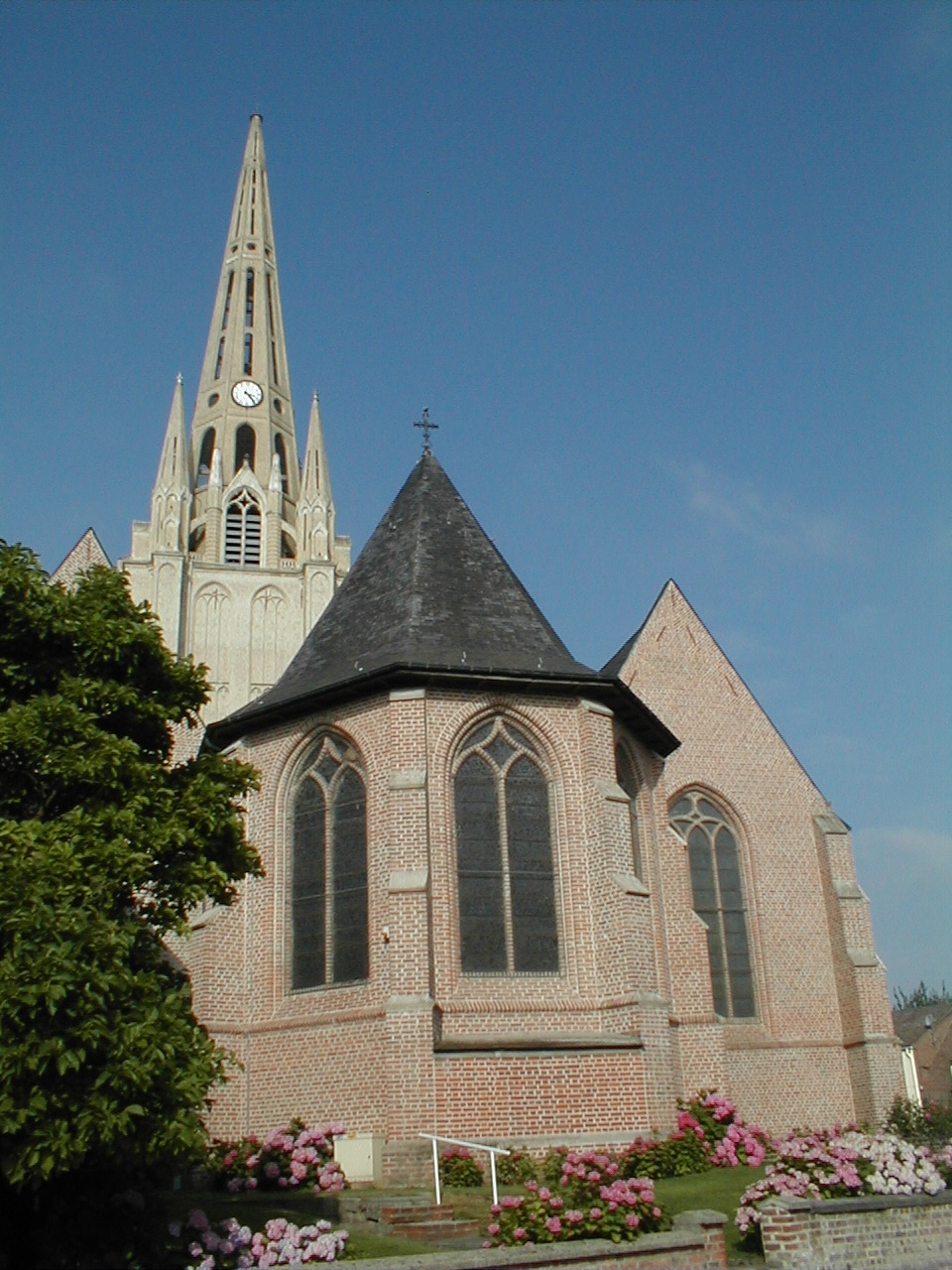
Església de St Pierre